# Przemysław Piesiewicz
Przemysław Piesiewicz (* 1977) ist ein polnischer Manager und Sportfunktionär. Von 2018 bis 2022 war er Vizepräsident für Kommunikation der International Bobsleigh & Skeleton Federation.

## Leben
Piesiewicz studierte Business-Management an der Universität Stettin, der Universität Danzig und der Aix-Marseille Graduate School of Management. Nach dem Abschluss seines Studiums war er in der Energiebranche tätig, wo er seit 2008 verschiedene Marketing- und Strategieabteilungen polnischer Unternehmen leitet sowie als Vorstandsmitglied und -vorsitzender tätig war, zudem fungierte er als Aufsichtsratsmitglied in mehreren Unternehmen. Er ist Experte für den Energiesektor im Nationalen Entwicklungsrat Polens. Im Juni 2018 wurde er beim Jahreskongress der International Bobsleigh & Skeleton Federation in Rom als Nachfolger von Georgi Bedschamow zum Vizepräsidenten für Kommunikation des Bob- und Skeletonweltverbandes gewählt. Bei der Wahl setzte er sich deutlich gegen seinen niederländischen Mitbewerber Peter van Wees durch. Beim Kongress 2022 trat er nicht zur Wiederwahl an, zu seinem Nachfolger wurde Chyun Chan-min gewählt.